# Георги Белички
Георги Кирилов Белички е български инженер и политик от Българската комунистическа партия (БКП). През 60-те и 70-те години участва в изграждането на поредица промишлени обекти, главно в енергетиката. През 1972-1973 година е министър на строежите и строителните материали.

## Биография
Георги Белички е роден на 5 май 1931 година в Ихтиман. През 1950 година завършва Механотехникума в София, след което работи като стругар. От 1952 година е член на БКП, а през 1956 година завършва топлоенергетика в Машинно-електротехническия институт. Работи за кратко в нефтопроучването в Шабла, а след това - в Котлостроителния завод „Георги Кирков“ в София, където достига до поста главен инженер.
От 1962 до 1967 година Белички ръководи предприятието Енергомонтаж, което през този период изгражда множество отоплителни централи и електроцентрали – ТЕЦ Трайчо Костов, ТЕЦ Русе, ТЕЦ Девня, ТЕЦ Бургас, ТЕЦ Враца, ТЕЦ Марица Изток 2, ВЕЦ Пещера, ВЕЦ Батак, ВЕЦ Кърджали. През следващите години е пълномощник на Централния комитет на БКП и на Министерския съвет за изграждането на ТЕЦ Варна (1967-1969), Нефтохимически комбинат Плевен (1969-1970) и ТЕЦ Бобов дол (1970-1972). За предсрочното завършване на ТЕЦ Варна през 1969 година е обявен за Герой на социалистическия труд.
От 1972 до 1973 година Георги Белички е министър на строежите и строителните материали в първото правителство на Станко Тодоров, а от 1973 до 1974 година е първи заместник-министър на машиностроенето и металургията. След това ръководи управлението за нови топлинни и енергийни източници при Министерския съвет (1975-1976) и отново е пълномощник на Централния комитет на БКП - за строителството на промишлените предприятия в Перник (1976-1980). През 80-те години заема различни номенклатурни постове в администрацията на Министерския съвет.
Починал на 20 декември 2016 година.